# Brioude
Brioude è un comune francese di 7 057 abitanti situato nel dipartimento dell'Alta Loira della regione dell'Alvernia-Rodano-Alpi.
Nel 304 vi venne martirizzato san Giuliano, uno dei più venerati santi francesi. A lui è dedicata la Basilica di San Giuliano.
L'imperatore romano Avito fu sepolto accanto a san Giuliano nel 457.

## Società

### Evoluzione demografica
Abitanti censiti

## Amministrazione

### Gemellaggi
- Cardigan, dal 1972
- Laufen, dal 1982
- Suzzara, dal 1995
- Gonzaga
- Moreira da Maia, dal 2007
- Trevelin

## Galleria d'immagini

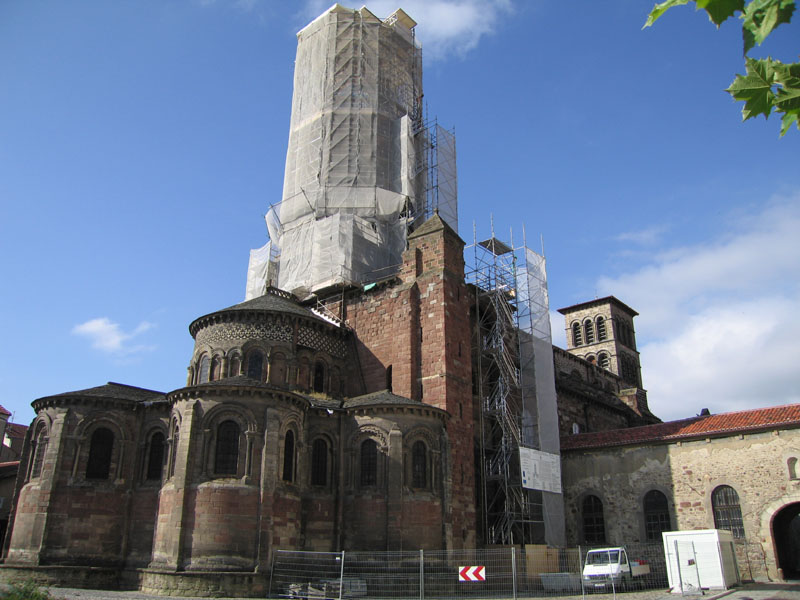
Basilique
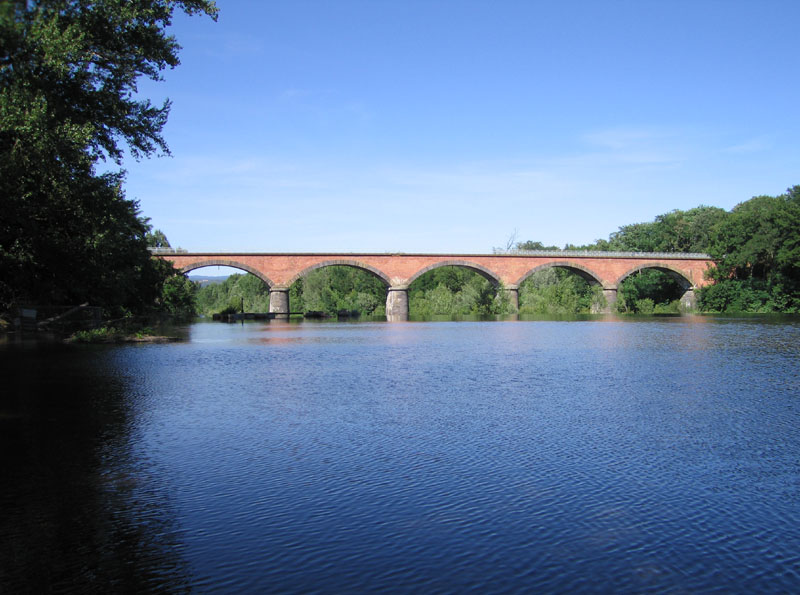
Pont sur l'Allier